# Pete du Pont
Pierre Samuel " Pete " du Pont IV (Wilmington, 22 de enero de 1935 - Ibidem, 8 de mayo de 2021) fue un empresario, abogado y político estadounidense. Se desempeñó como Representante de los Estados Unidos por el estado de Delaware de 1971 a 1977 y como el 68.º gobernador de Delaware de 1977 a 1985. Era miembro del Partido Republicano.

## Primeros años
Pierre Samuel du Pont IV nació el 22 de enero de 1935 en Wilmington, Delaware. Miembro de la prestigiosa familia Du Pont de origen francés, una de las familias más ricas de Estados Unidos, siendo hijo de Pierre S. du Pont III y Jane Holcomb du Pont, y sobrino nieto de Pierre S. du Pont, el desarrollador de Longwood Gardens. Creció en una mansión en Rockland, Delaware. La familia tenía un cocker spaniel y veraneaba en Fishers Island, frente a la costa sureste de Connecticut. Después de su educación en Phillips Exeter Academy, la Universidad de Princeton y la Escuela de Derecho Harvard, sirvió en la Reserva Naval de Estados Unidos (Seabee) desde 1957 hasta 1960.

## Carrera
Desde 1963 hasta 1970 du Pont fue empleado de DuPont Corporation En 1968, fue elegido sin oposición para el puesto de distrito 12 en la Cámara de Representantes de Delaware, que ocupó hasta 1971. Consideró seriamente una oferta para un escaño en el Senado de los Estados Unidos en 1972 (finalmente ganado por el demócrata Joe Biden), e inicialmente enfrentó una probable elección primaria contra el exrepresentante estadounidense Harry G. Haskell Jr. Luego se retiró de acuerdo con el deseo de los republicanos líderes, incluido del presidente Richard Nixon, para que el senador estadounidense en ejercicio J. Caleb Boggs, renuente, busque un tercer mandato.

### Cámara de Representantes

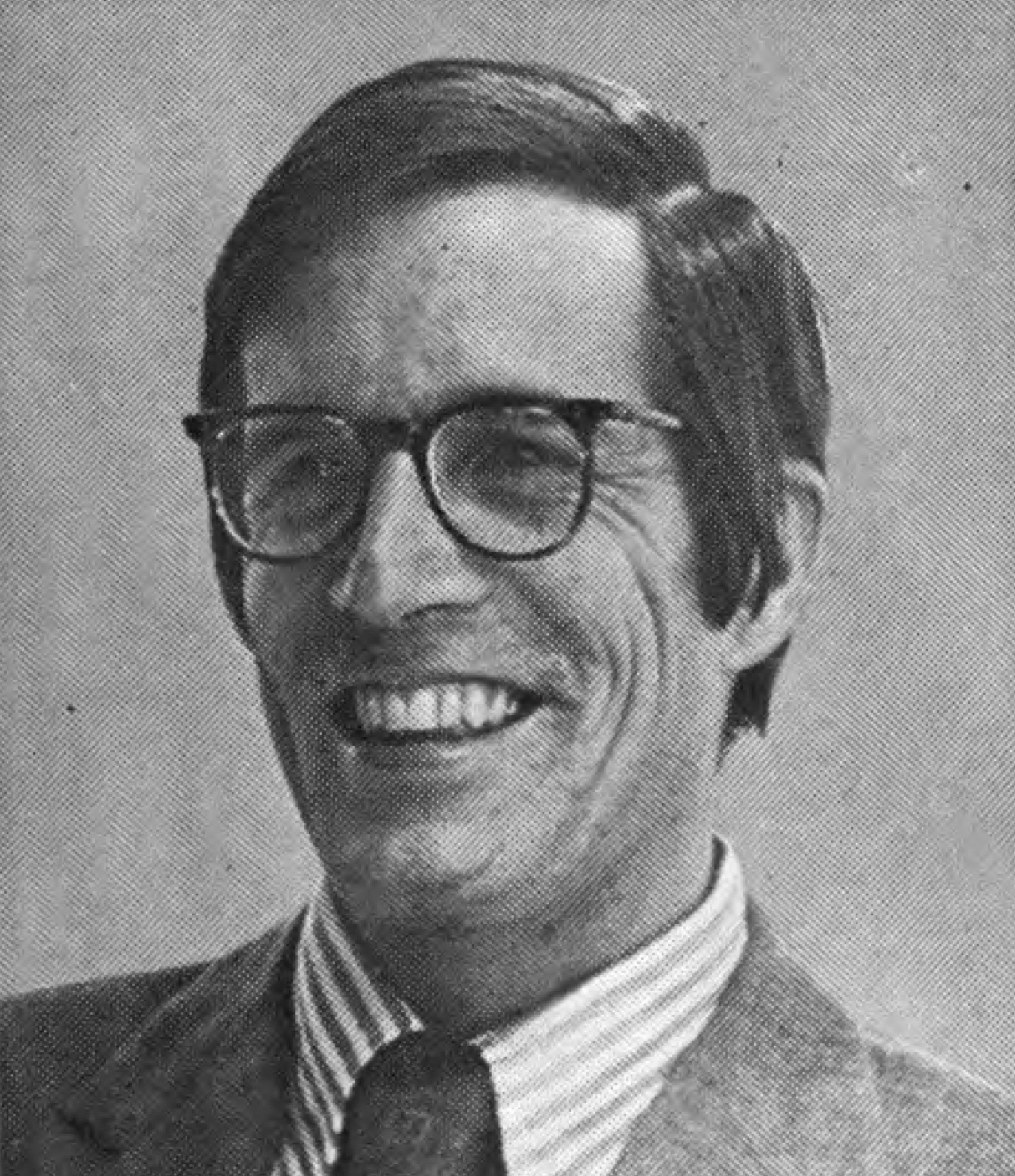
Du Pont como representante de EE. UU.

En 1970 du Pont fue elegido miembro de la Cámara de Representantes de Estados Unidos, derrotando al demócrata John D. Daniello, concejal del condado de New Castle y líder sindical. Ganó las elecciones a la Cámara de Representantes de Estados Unidos dos veces más, derrotando a los demócratas Norma Handloff en 1972 y al profesor de la Universidad de Delaware, James R. Soles en 1974. En el Congreso, du Pont apoyó un intento de limitar la autoridad presidencial a través de la Ley de Poderes de Guerra de 1973, pero fue uno de los últimos en permanecer leal al presidente estadounidense Richard Nixon durante su juicio político, debido al escándalo Watergate.

### Gobernador de Delaware
Du Pont no buscó otro mandato en la Cámara de Representantes y, en cambio, se postuló para gobernador de Delaware en 1976, derrotando al gobernador demócrata Sherman W. Tribbitt. Fue elegido para un segundo mandato como gobernador en 1980, derrotando al líder demócrata de la Cámara de Representantes, William J. Gordy, y cumplió dos mandatos desde el 18 de enero de 1977 hasta el 15 de enero de 1985.

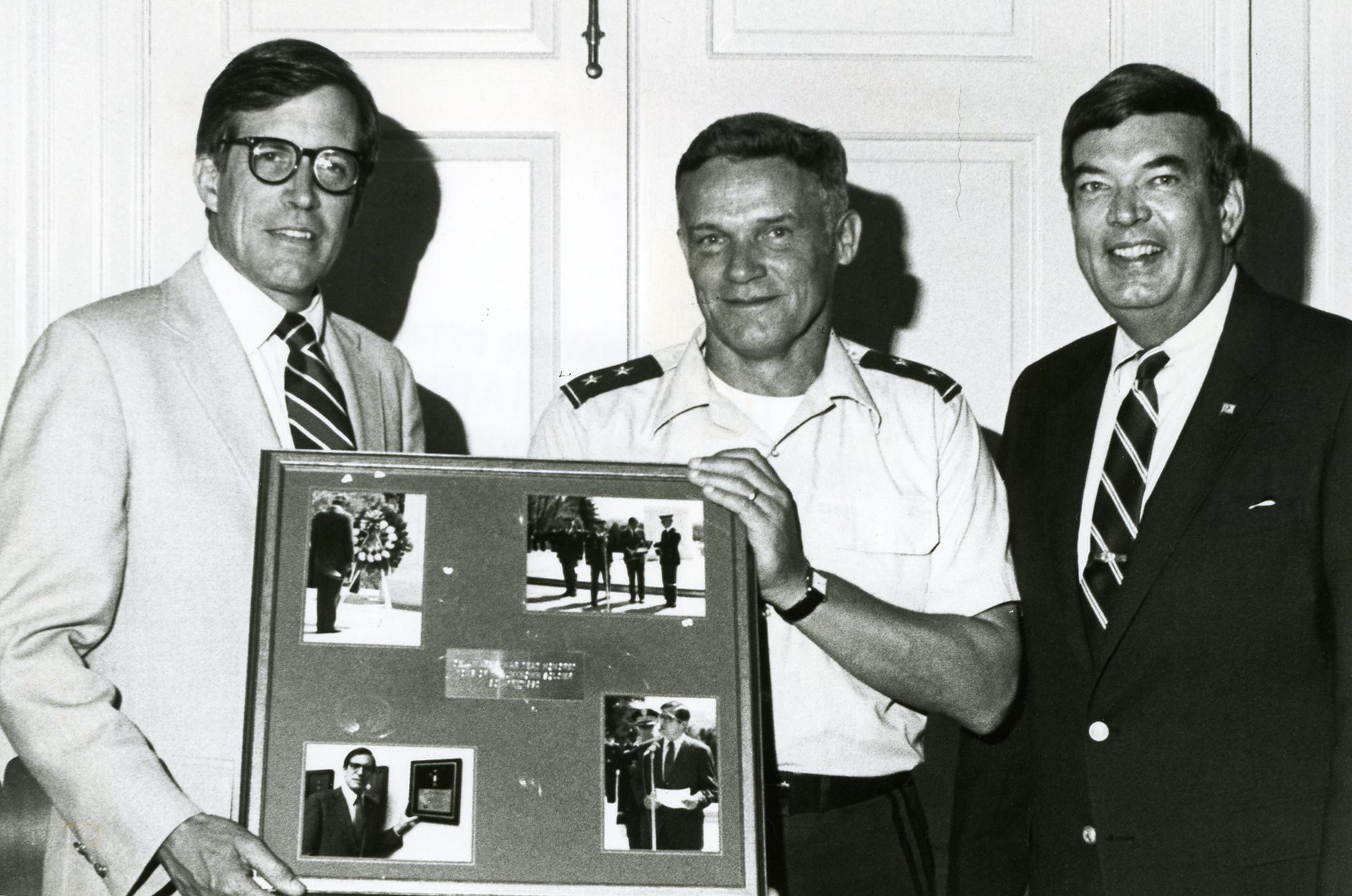
El gobernador du Pont IV con el ayudante general de la Guardia Nacional de Delaware

Los dos mandatos de Du Pont como gobernador fueron la principal división en la historia moderna del estado. Tras una desesperada confrontación inicial con la Asamblea General Demócrata de Delaware por el presupuesto, tanto Du Pont como la Asamblea General de Delaware desarrollaron un enfoque de consenso para la toma de decisiones que sigue siendo una característica de la política de Delaware. Como resultado de esta cooperación, du Pont promulgó dos medidas de reducción del impuesto sobre la renta y una enmienda constitucional que restringió los futuros aumentos de impuestos y limitó el gasto público. El Wilmington News Journal elogió estas políticas y dijo que du Pont "revivió [el] clima empresarial y preparó el escenario para la prosperidad [de Delaware]". En 1979, fundó la organización sin fines de lucro "Jobs for Delaware Graduates", un programa de orientación laboral y colocación laboral para estudiantes de último año de secundaria que no están destinados a la universidad. Este programa fue el modelo para otros programas que funcionan actualmente en muchos estados y países extranjeros.
En 1981, Du Pont ayudó a establecer la industria de las tarjetas de crédito en Delaware, en una carrera contra Dakota del Sur, que el año anterior había abolido su ley de usura que limitaba las tasas de interés que los bancos pueden cobrar a los consumidores por el crédito. En ese momento, el primo de Du Pont, Nathan Hayward III, defendía que el pequeño Delaware aspiraba a convertirse en el "Luxemburgo financiero de Estados Unidos", un paraíso fiscal para corporaciones, propietarios de yates y compañías de tarjetas de crédito a las que se les permitía cobrar intereses ilimitados. El expresidente de Du Pont, Irving S. Shapiro, entonces cabildero de Citigroup, ayudó al gobernador du Pont a aprobar la Ley de Desarrollo del Centro Financiero en 1981 con la cooperación de los líderes de ambos partidos y otros en el gobierno estatal y local. Con la intención de atraer a dos bancos del estado de Nueva York que contratarían al menos a 1,000 empleados, la ley finalmente atrajo a más de treinta bancos a Delaware, creando 43,000 nuevos empleos relacionados con las finanzas y alejando al estado de su dependencia anterior de la industria química en general y de la economía. Du Pont Company en particular.

### Aspiraciones presidenciales
Con su término como gobernador expirando como término limitado por ley para terminar en 1985, du Pont, como el político dominante de Delaware, era ampliamente esperado por muchos que desafiara al senador demócrata Joe Biden. Pero du Pont tenía poco interés en la política legislativa y se negó a postularse, preparándose en cambio para una apuesta arriesgada por la nominación presidencial republicana de Estados Unidos en las elecciones de 1988. (Su esposa, Elise, se postuló para el escaño en el Congreso de los EE. UU. Que había ocupado anteriormente en 1984, pero perdió ante el actual demócrata Tom Carper) Declaró su intención el 16 de septiembre de 1986, antes que nadie. Biden también buscó la nominación de su partido.
Durante las primarias presidenciales republicanas de 1988, du Pont presentó un programa poco convencional. Como lo describe Celia Cohen en su libro, Only in Delaware, du Pont, "quería reformar el Seguro Social ofreciendo a los beneficiarios opciones de ahorro privado a cambio de una reducción correspondiente en los beneficios del gobierno. Propuso eliminar gradualmente los subsidios gubernamentales para los agricultores. Dijo que apartaría a los clientes de la asistencia social de sus beneficios y los incorporaría a la fuerza laboral, incluso si el gobierno tuviera que proporcionar trabajos de nivel de entrada para comenzar. Sugirió que los estudiantes sean sometidos a pruebas de drogas aleatorias y obligatorias con aquellos que reprobaron perdiendo sus licencias". Después de terminar penúltimo en las primarias de New Hampshire, du Pont abandonó la carrera.

### Carrera posterior
En 1984, du Pont se desempeñó como presidente de la Comisión de Educación de los Estados, una organización nacional de educadores dedicada a mejorar todas las facetas de la educación estadounidense. También se desempeñó como presidente del Hudson Institute desde 1985 hasta 1987 y del National Review Institute desde 1994 hasta 1997.
Du Pont era el presidente de la junta del Centro Nacional de Análisis de Políticas, un grupo de expertos con sede en Dallas, Texas; era un director retirado del bufete de abogados Richards, Layton y Finger de Wilmington, y hasta mayo de 2014, escribió la columna mensual Outside the Box para el Wall Street Journal.

## Vida personal
Estaba casado con Elise Ravenel Wood y tuvo cuatro hijos: Elise, Pierre V, Ben y Eleuthère.
Du Pont murió en su casa en Wilmington el 8 de mayo de 2021, luego de una larga enfermedad.

## Otras lecturas
- Koplinski, Brad (2000). Hats in the ring : conversations with presidential candidates. Presidential Publishing. ISBN 0-9678702-3-2. OCLC 44945022.
- Boyer, William W. (2000). Governing Delaware. Newark, Delaware: University of Delaware Press. ISBN 1-892142-23-6.
- Hoffecker, Carol E. (2004). Democracy in Delaware. Wilmington, Delaware: Cedar Tree Books. ISBN 1-892142-23-6.
- Martin, Roger A. (1984). History of Delaware Through its Governors. Wilmington, Delaware: McClafferty Press.
- Martin, Roger A. (1995). Memoirs of the Senate. Newark, Delaware: Roger A. Martin.